# Cedric Howell
Cedric Howell (Adelaide (Australia), 17 giugno 1896 – Agios Georgios (Isole Ionie), 10 dicembre 1919) è stato un aviatore australiano.
Cedric Ernest "Spike" Howell, (Distinguished Service Order, Military Cross e Distinguished Flying Cross) è stato un pilota da caccia australiano ed Asso dell'aviazione della prima guerra mondiale. Nato ad Adelaide, nel sud dell'Australia, si arruolò nella Forza Imperiale Australiana nel 1916 per prestare servizio nella Prima guerra mondiale e fu assegnato al 46th Battalion sul fronte occidentale. Nel novembre 1916, fu accettato per un trasferimento al Royal Flying Corps e fu spedito nel Regno Unito per l'addestramento al volo. Qualificato come pilota, come sottotenente viene inviato al No. 45 Squadron RAF (RFC) in Francia nell'ottobre 1917; due mesi dopo l'unità salpò per il teatro italiano.
Howell trascorse otto mesi nelle operazioni sull'Italia, conducendo attacchi contro obiettivi terrestri ed impegnandosi in sortite contro forze aeree. Mentre era in Italia, è stato accreditato dell'abbattimento di un totale di diciannove velivoli. In una particolare nella sortita del 12 luglio 1918, Howell attaccò, insieme con un altro velivolo, una formazione da dieci a quindici macchine tedesche; ha personalmente abbattuto cinque di questi aerei ed è stato insignito del Distinguished Service Order.
In precedenza era stato insignito della Military Cross e della Distinguished Flying Cross per la sua galanteria nelle operazioni sul fronte. Fu mandato nel Regno Unito nel luglio del 1918. Nel 1919, Howell morì mentre partecipava alla Gara aerea tra Inghilterra e Australia. Pilotando un velivolo Martinsyde A1, ha tentato di effettuare un atterraggio di emergenza a Corfù ma l'aereo è caduto, schiantandosi contro il mare appena al largo della costa dell'isola. Sia Howell che il suo navigatore affogarono.

## Biografia
Cedric Ernest Howell è nato ad Adelaide, il 17 giugno 1896 da Ernest Howell, un contabile e sua moglie Ida Caroline (nata Hasch). Fu educato alla Grammar School di Melbourne Church of England dal 1909 e fu attivo nell'unità Australian Army Cadets della scuola. Completando i suoi studi secondari nel 1913, Howell ottenne l'impiego come disegnatore. Nel 1914, diventa ufficiale nel 49th (Prahran) Cadet Battalion della Citizens Military Force come sottotenente.

## Dall'Australian Imperial Force al Royal Flying Corps

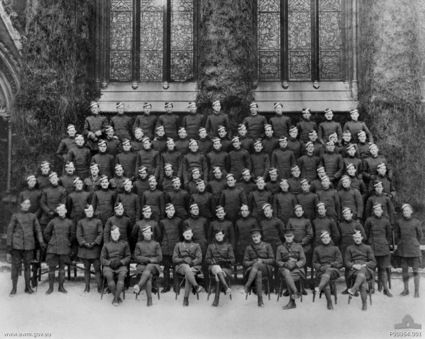
Ritratto di gruppo di istruttori di volo e cadetti piloti a Oxford, in Inghilterra. I piloti cadetti erano tra il gruppo di 200 uomini reclutati dalla Forza Imperiale Australiana per l'addestramento al volo nel Royal Flying Corps. Howell è molto a sinistra, dietro la fila.

Allo scoppio della prima guerra mondiale, nell'agosto del 1914, Howell tentò di arruolarsi nella Forza Imperiale australiana appena nata ma fu inizialmente respinto. L'anno seguente, si dimise da ufficiale nella Citizens Military Force e fece nuovamente richiesta per unirsi alla Forza Imperiale Australiana per il servizio attivo nella guerra; fu accettato il 1º gennaio 1916. A causa della sua età, Howell non era idoneo come ufficiale nella forza dove invece viene arruolato come soldato.
Assegnato al 16th Reinforcements del 14th Battalion, si imbarcò a bordo di HMAT Anchises a Melbourne di Victoria (Australia) il 14 marzo. Arrivato in Francia, è stato inviato al 46th Battalion appena nato il 20 maggio e promosso a caporale quattro giorni dopo. Mentre l'unità era impegnata nella Battaglia della Somme, Howell fu temporaneamente elevato a sergente a luglio, prima di prendere parte alla battaglia di Pozières il mese seguente. Rinunciò alle sue nomine temporanee e tornò Lancia spezzata in agosto. Considerato un combattente esperto, Howell era stato addestrato come tiratore scelto durante il suo servizio al 46th Battalion.
L'11 novembre 1916, Howell era tra un gruppo di 200 candidati australiani selezionati per un trasferimento al Royal Flying Corps per l'addestramento al volo. Spedito nel Regno Unito, fu assegnato al No. 1 Royal Flying Officers' Cadet Battalion a Durham per la sua istruzione iniziale. Dopo essersi diplomato come pilota, venne formalmente dimesso dalla Forza Imperiale australiana il 16 marzo 1917 e incaricato come secondo sottotenente in prova nel Royal Flying Corps il giorno successivo. Howell fu assegnato al No. 17 Reserve Squadron ad aprile, dove il suo grado venne reso sostanziale. Nominato flight officer il 25 luglio, fu assegnato alla Central Flying School. Il 12 settembre, Howell sposò Cicely Elizabeth Hallam Kilby in una cerimonia nella chiesa anglicana di Santo Stefano, nel Bush Hill Park di Enfield.

## Pilota da caccia in Italia

Sopwith Camel del No. 45 Squadron RFC presso un campo d'aviazione in Italia, dicembre 1917.

Nell'ottobre del 1917, Howell fu assegnato al numero No. 45 Squadron RAF (RFC) in Francia, pilotando i Sopwith Camel. Poco prima di unirsi all'unità, Howell aveva sofferto di attacchi di malaria mentre era ancora in Inghilterra a dargli un aspetto "alto, magro e triste"; è stato conseguentemente soprannominato "Spike". Il suo servizio sul Fronte Occidentale fu di breve durata, tuttavia, lo squadron si trasferì in Italia alla fine di dicembre. Mentre operava sul teatro italiano, Howell era impegnato in missioni di combattimento aereo e missioni di attacco di terra, che includevano "distruggere il trasporto nemico che attraversava le Alpi". Il 1º aprile 1918, il Royal Flying Corps e il Royal Naval Air Service vennero uniti per formare la Royal Air Force, con il personale dei precedenti servizi; Howell divenne così Tenente nel nuovo servizio da quella data.
Durante la prima metà del 1918, Howell condusse numerosi raid su bersagli terrestri, di cui uno su una Centrale elettrica. Da un'altezza di circa 100 piedi (30 m), Howell, con "grande abilità", ha colpito con tre colpi con le sue bombe contro la struttura. Durante questo periodo è stato anche attivo in operazioni aeree contro velivoli degli Imperi centrali, raggiungendo lo status di Asso dell'aviazione all'inizio dell'anno. Durante una pattugliamento con altri due membri del suo squadron il 13 maggio, il trio intercettò un gruppo di dodici aerei rivali. Nella battaglia, Howell "ha effettuato un attacco molto aggressivo", essendosi personalmente accreditato con la distruzione di tre aerei e con la condotta di un quarto fuori controllo, nonostante abbia avuto "frequenti inceppamenti in entrambe le sue mitragliatrici".
Citato per la sua "spiccata galanteria e devozione al dovere" nell'eseguire missioni di attacco di terra, insieme alla sua distruzione di sette aerei, Howell ottenne la Military Cross. L'annuncio della decorazione è stato promulgato in un supplemento alla The London Gazette del 16 settembre 1918.
Promosso capitano temporaneo il 1º giugno 1918, Howell guidò un gruppo di tre macchine in pattuglia otto giorni dopo. Il trio vide una formazione di sei aerei da ricognizione austriaci ed attaccò; Howell abbatté due aerei. Più tardi quel mese, partì per una sortita simile con altri due aerei. Intercettarono un gruppo di nove macchine e durante la conseguente battaglia furono distrutti non meno di sei aerei con un settimo colpito ed abbattuto come fuori controllo; Howell è stato accreditato con due di questi. Descritto come un "eccellente ufficiale di combattimento, abile e determinato", Howell è stato elogiato per i suoi sforzi nel distruggere cinque aerei nel mese di giugno, il che ha portato alla sua assegnazione della Distinguished Flying Cross. L'avviso per la decorazione fu pubblicato il 21 settembre 1918.
Howell era in perlustrazione il 15 giugno 1918 quando le forze tedesche ed austriache iniziarono la Battaglia del solstizio colpendo le linee alleate sulla sponda opposta. Dopo essere rientrato alla base alle 11:40, è stato il primo a portare notizie dell'attacco. Con l'aereo rifornito di carburante e carico di bombe, egli, in compagnia del resto dello squadron, guidò il suo volo su un totale di quattro sortite contro i nemici. Lo Squadron n. 45 riuscì a distruggere con le sue bombe un ponte di barche, una barca e una trincea piena di soldati, prima di infliggere almeno un centinaio di vittime con il fuoco delle mitragliatrici. Le forti piogge hanno spazzato via gli altri ponti ed il 18 giugno le forze austriache bloccate sulla riva alleata del fiume sono state dirottate da un contrattacco.
Il 12 luglio 1918, Howell ed il tenente Alan Rice-Oxley decollarono con i Camel. La coppia si trovò presto di fronte a una formazione da dieci a quindici aerei nemici. Man mano che il conseguente duello aereo infuriava, Howell distrusse quattro aerei e mandò un quinto fuori controllo. Due giorni dopo, Howell è stato accreditato di aver abbattuto un altro aereo, costringendo l'aereo a cadere nel territorio degli Alleati. Il 15 luglio, guidò un trio di Camel in un assalto a sedici aerei da ricognizione, distruggendo due degli aerei. I due ricognitori furono le ultime vittorie aeree della guerra di Howell, portando il totale a diciannove vittorie aeree composte da quindici aerei distrutti, tre condotti fuori controllo ed uno catturato.
Il suo totale di vittorie lo ha reso il secondo asso dal punteggio più alto del 45° Squadron dopo Matthew Frew, anche se alcune fonti collocano il punteggio di Howell in trenta vittorie aeree. Alla fine di luglio, dopo dieci mesi di servizio attivo nella cabina di pilotaggio, Howell fu rimandato nel Regno Unito dove trascorse il resto della guerra nelle unità di addestramento come istruttore di volo. Citato per i suoi "servizi distinti e galanti" in Italia, fu menzione nei dispacci del generale Frederick Lambart, X conte di Cavan il 26 ottobre 1918. Per i suoi sforzi nel distruggere otto aerei per un periodo di quattro giorni a luglio, Howell è stato insignito del Distinguished Service Order. Un supplemento della London Gazette portava l'annuncio il 2 novembre 1918, in cui era scritto:
Ministero dell'Aeronautica, 2 novembre 1918.
Sua Maestà il Re è stato gentilmente lieto di conferire i Premi sotto nominati agli Ufficiali e ad altri gradi della Royal Air Force, in riconoscimento della galanteria nelle Operazioni di Volo contro il Nemico.
PREMIATO del Distinguished Service Order.
Lieut. (T./Capt.) Cedric Ernest Howell, M.C., D.F.C.
Questo ufficiale ha recentemente attaccato, in compagnia di un altro aereo, una formazione nemica di quindici aeroplani, riuscendo a distruggerne quattro e portarne uno fuori controllo. Due giorni dopo distrusse un altro aereo nemico, che cadde nelle nostre linee, ed il giorno seguente guidò tre aerei contro sedici ricognitori nemici, distruggendone due. Il Capitano Howell è un combattente molto valoroso e determinato, che non tiene conto dei numeri superiori del nemico nelle sue battaglie.

## Volo e gara Inghilterra-Australia
Mentre era di stanza in Inghilterra, Howell partecipò a una cerimonia di investitura a Buckingham Palace il 13 dicembre 1918, dove gli fu presentato il suo Distinguished Service Order e la Military Cross dal re Giorgio V del Regno Unito. Howell fu dimesso dalla Royal Air Force il 31 luglio 1919. Quell'anno, il governo australiano offrì un premio di £ 10.000 al primo aviatore per pilotare un aereo britannico o del Commonwealth delle nazioni dall'Inghilterra all'Australia entro un periodo di 30 giorni. Il 15 agosto, Howell è stato contattato dal costruttore di aeromobili britannico Martinsyde per prendere parte alla corsa con il loro aereo Type A Mk.I, azionato da un motore Rolls-Royce Limited; ha accettato l'offerta. Doveva essere accompagnato dal tenente George Henry Fraser, un navigatore qualificato ed ingegnere che aveva prestato servizio con il corpo aereo australiano durante la guerra.
Howell e Fraser decollarono con il loro Martinsyde dall'Aerodromo di Hounslow Heath, a 17,9 km a sud-ovest da Charing Cross, il 4 dicembre 1919. Tuttavia, la coppia presto incappò in condizioni meteorologiche avverse e fu costretta ad atterrare a Digione, in Francia quel giorno. Di nuovo in volo, arrivarono a Pisa, in Italia, il giorno seguente, dove fu installato un pattino di coda di ricambio per la A1; il 6 dicembre la coppia era a Napoli. Il 10 dicembre, Howell e Fraser sono partiti con il loro aereo completamente rifornito da Taranto nel pomeriggio. Avevano intenzione di raggiungere l'Africa in seguito, ma le cattive condizioni meteorologiche li costrinsero a modificare il loro piano ed invece si diressero verso Creta. Il loro Martinsyde era stato segnalato sorvolare Agios Georgios (Isole Ionie), a Corfù alle 20:00 di quella sera. Per ragioni sconosciute, Howell e Fraser tentarono di eseguire un atterraggio di emergenza a Corfù. Tuttavia, non furono in grado di raggiungere la costa e furono costretti a schiantarsi contro il mare. I cittadini della zona in seguito hanno riferito di aver sentito grida di aiuto provenienti dal mare quella notte, ma che un salvataggio non era possibile nelle condizioni difficili. Sia Howell che Fraser affogarono.
Il corpo di Howell arrivò a riva e fu riportato in Australia per la sepoltura; I resti di Fraser non furono mai scoperti. Howell ricevette un funerale con pieni onori militari, che si svolse al Warringal Cemetery, Heidelberg, vicino a Melbourne, il 22 aprile 1920, con diverse centinaia di persone in lutto, tra cui la sua vedova, i suoi genitori e la sua sorella. Una salva di colpi del Royal Australian Garrison Artillery guidò la cerimonia che portava la bara al cimitero. I capitani Adrian Cole, Frank Lukis e Raymond Brownell hanno fatto da portabandiera insieme ad altri cinque ufficiali che avevano prestato servizio nel corpo aereo reale od australiano. Il 12 febbraio 1923, una vetrata dedicata alla memoria di Howell fu svelata dal generale Sir Harry Chauvel nella chiesa anglicana di St. Anselm a Middle Park; Howell era stato membro di quella congregazione nella sua giovinezza. Dopo la chiusura di St. Anselm nel 2001, la finestra è stata spostata nella chiesa di St. Silas ad Albert Park, che ora è anche la chiesa parrocchiale per l'ex parrocchia di Sant'Anselmo.